# Michał Bobrzyński
Michał Hieronim Bobrzyński, né le 30 septembre 1849 à Cracovie (Pologne) et mort le 3 juillet 1935 à Łopuchówko (Pologne), est un historien et homme politique conservateur polonais.

## Vie publique
Né dans la partie autrichienne de la Pologne, en Galicie, Michał Bobrzyński fait ses études au collège Sainte-Anne de Cracovie. Après avoir terminé sa scolarité secondaire, il entre à l'université Jagellonne de Cracovie où il étudie le droit. Il est alors influencé dans ses études par un jeune professeur, Józef Szujski, qui devient à cette même époque le chef de file de l'École historique de Cracovie, ainsi que par deux autres historiens conservateurs cracoviens, Julian Dunajewski et Antoni Zygmunt Helcel. En 1873, il obtient son doctorat et dès l'année suivante, devient professeur habilité. Il effectue pour parachever sa formation un voyage d'étude à Berlin et à Strasbourg, où il travaille sur le thème du droit allemand. C'est en 1877 que, professeur agrégé en histoire du droit polonais et allemand, il commence ses enseignements à l'université Jagellonne.
Sa carrière scientifique s'accélère avec la publication en 1878 de son Abrégé de l'histoire de Pologne qui déclenche une grande polémique. La même année, il devient membre de l'Académie polonaise des arts et sciences à Cracovie et un des historiens les plus connus de l'École historique de Cracovie. En 1880, il est admis membre honoraire de l'Association des Amis des sciences de Poznań et en 1893, il est nommé professeur émérite de l'université de Lwów. Il a dirigé en outre les Archives provinciales des Actes urbains et fonciers de Cracovie.
La carrière de Bobrzyński ne se limite cependant pas à son activité d'historien ; en effet, il s'est également signalé par un intense engagement politique et social, comme nombre de ses pairs de l'université Jagellonne. Il essaye ainsi de réaliser dans sa vie les idéaux qu'il défend dans son œuvre. De 1885 à 1908 il est ainsi député à la Diète provinciale de Galicie, où il siège parmi les conservateurs cracoviens. De 1903 à 1908, il est député au Reichsrat autrichien puis, à partir de 1914, sénateur inamovible de l’Empire austro-hongrois. En 1891, en tant que vice-président du conseil scolaire de Galicie, il s’occupe de la réforme de la structure et des programmes scolaires en Galicie. Après l’assassinat en 1908 du gouverneur de Galicie Andrzej Potocki par un nationaliste ukrainien, il est nommé au poste de gouverneur de Galicie. Il occupe cette fonction jusqu’en 1913, date à laquelle il démissionne. En effet, il consacre beaucoup de temps à trouver un compromis avec la minorité ukrainienne de Galicie orientale, mais l’opposition de la Démocratie nationale polonaise fait échouer son projet. De 1916 à 1917, il est le ministre autrichien pour la Galicie, ce qui constitue le sommet de sa carrière politique.

## Honneurs
Il a reçu le titre de docteur honoris causa de l'université Jagellonne de Cracovie en 1900.

## Vie privée
Michał Bobrzyński s'est marié avec une fille de Hippolyte Cegielski, grand entrepreneur et industriel de Grande-Pologne. De cette union naît un fils, Jan Bobrzyński, homme politique conservateur. À la fin de la première guerre mondiale, Michał Bobrzyński ne revient pas enseigner à l’Université Jagellonne et se concentre sur ses publications. Il part s’installer en Grande-Pologne, où il achète une propriété terrienne à Garby à côté de  Środa Wielkopolska. Il prend part toutefois aux travaux sur la nouvelle constitution polonaise. Le cofondateur, avec Szujski et Kalinka, de l’École historique de Cracovie meurt à Poznań en 1935.
Michał Bobrzyński est enterré au cimetière Rakowicki.

## Œuvre
- Abrégé de l'histoire de Pologne, 1877
- Au nom de la vérité historique, 1879
- La division de l'histoire polonaise en périodes, 1879
- La résurrection de l'État polonais, 1920-1925
- Esquisses et études historiques (2 tomes), 1922

## Sources
- Józef Buszko, Grande Histoire de Pologne. Tome 8, De la servitude à l'indépendance, éditions Fogra, Cracovie, 2000, p. 138-139